# Synoicum adareanum
Synoicum adareanum är en sjöpungsart som först beskrevs av William Abbott Herdman 1902.  Synoicum adareanum ingår i släktet Synoicum och familjen klumpsjöpungar.
Artens utbredningsområde är Södra Ishavet. Inga underarter finns listade i Catalogue of Life.